# Falkove, Dolînska
Falkove (în ucraineană Фалькове) este un sat în comuna Bohdanivka din raionul Dolînska, regiunea Kirovohrad, Ucraina.

## Demografie
Componența lingvistică a localității Falkove
     Ucraineană (95%)
     Rusă (3,75%)
Conform recensământului din 2001, majoritatea populației localității Falkove era vorbitoare de ucraineană (95%), existând în minoritate și vorbitori de rusă (3,75%) și armeană (1,25%).